# Карлос Вела
Карлос Алберто Вела Гаридо (шп. Carlos Alberto Vela Garrido; Канкун, 1. март 1989) мексички је фудбалер. Играо је за репрезентацију Мексика. Почео је каријеру у мексичком клубу Гвадалахара. Након доласка у Арсенал, послат је на позајмицу у шпанске клубове Саламанка и Осасуна, да би се коначно у августу 2012. придружио Реал Сосиједаду у којем је играо до 2017, након чега је прешао у ФК Лос Анђелес, где је завршио професионалну каријеру.

## Клупска каријера

### Гвадалахара
Почео је каријеру у Гвадалахари, поред свог брата Алехандра Веле. После освајања Светског првенства до 17 година са Мексиком, завршивши првенство као најбољи стрелац са пет погодака, председник Гвадалахаре понудио му је уговор.

### Арсенал
Након импресивних представа на Светском првенству до седамнаест година многи европски клубови су били заинтересовани за његове услуге, али он се одлучио за Арсенал. У новембру је потписао уговор на пет година, а његовом бившем клубу је исплаћено 2,5 милиона фунти. Енглески таблоиди су га сврстали међу двадесет најталентованијих младих играча у 2008. години.

### Саламанка
На крају сезоне Вела је послат на позајмицу у шпански клуб Саламанка, у којем је успешно провео сезону 2006-07. Постигао је девет погодака.

### Лос Анђелес
Каријеру је завршио у ФК Лос Анђелес 2023.